# Mean Mr. Mustard
《Mean Mr. Mustard》是由英國搖滾樂團披頭四成員約翰·藍儂創作、收錄於專輯《艾比路》的1969年歌曲。（作品上是以藍儂-麥卡尼「Lennon–McCartney」的名義發表）

## 歌曲概要
此歌曲為藍儂與其他披頭四成員在印度接受超覺靜坐導師瑪赫西教誨的閒暇期間所創作出。在專輯《艾比路》中與下一首曲子《Polythene Pam》是以不中斷接續手法連接著。
作品內容描述著一名小氣吝嗇的露宿者芥茉先生（Mr. Mustard），歌詞提到的「他的妹妹潘在商店工作」（His sister Pam works in a shop）中的「潘」（Pam）、則是下一首歌曲《Polythene Pam》裡的人物。而最初藍儂原先想到的是歌詞是「他的妹妹雪莉」（His sister Shirley），之後才改名成「潘」。
另歌詞中的「真是個骯髒老頭」（Such a dirty old man）；被認為是來自演員威費爾德·布蘭貝爾在1962年於BBC演出的電視秀《Steptoe And Son》，因布蘭貝爾在該戲劇中常被稱為骯髒老頭。而布蘭貝爾也曾在披頭四的1964年電影《一夜狂歡》中飾演保羅·麥卡尼的祖父，在該電影也有特地稱呼布蘭貝爾是「好乾淨的老頭」（What a clean old man）或「他很乾淨」（He's very clean）的片段台詞。
另藍儂在紀錄影片《The Beatles Anthology》上，自評這首歌曲為「在印度寫出來的無聊東西」。

## 演奏成員
- 約翰·藍儂：主唱、和聲、鋼琴、響葫蘆
- 保羅·麥卡尼：和聲、貝斯、模糊音效
- 喬治·哈里森：主吉他
- 林哥·史達：鼓、鈴鼓